# Семья Партриджей
«Семья́ Па́ртриджей» (англ. The Partridge Family) — американский телевизионный музыкальный ситком, который транслировался на ABC четыре сезона с 25 сентября 1970 по 23 марта 1974 года.

## Сюжет
Сериал повествует о жизни американской семьи Партриджей, состоящей из овдовевшей матери Ширли Партридж (которую играла Ширли Джонс) и её детей. Старшего сына (по имени Кит) играл Дэвид Кэссиди.
Члены семьи Партриджей играют вместе как рок-группа. И так вместе путешествуют по стране.
Надо сказать, что в реальной жизни Ширли Джонс приходилась Дэвиду Кэссиди мачехой.

## Эпизоды
См. «List of The Partridge Family episodes» в англ. разделе.

## Награды и номинации
| Год                             | Церемония                      | Категория                                     | Номинант             | Результат |
| ------------------------------- | ------------------------------ | --------------------------------------------- | -------------------- | --------- |
| 1971                            | «Грэмми»                       | Лучший новый исполнитель                      | The Partridge Family | Номинация |
| «Золотой глобус»                | Лучшее ТВ-шоу — Мюзикл/комедия | «Семья Партриджей»                            | Номинация            |           |
| «Золотой глобус»                | 1972                           | Лучшее ТВ-шоу — Мюзикл/комедия                | «Семья Партриджей»   | Номинация |
| 2003                            | TV Land Awards                 | Квинтэссенциальная нетрадиционная семья       |                      | Номинация |
| Самый хипповый модник — Мужчина | TV Land Awards                 | Дэвид Кэссиди                                 | Победа               |           |
| 2004                            | TV Land Awards                 | Любимая мечта тинейджеров — Женщина           | Сьюзан Дей           | Победа    |
| Незаменимая замена              | TV Land Awards                 | Брайан Форстер, заменивший Джереми Гельбвакса | Номинация            |           |
| 2006                            | TV Land Awards                 | Любимые поющие братья и сёстры                |                      | Номинация |
| Самая незаменимая замена        | TV Land Awards                 | Брайан Форстер, заменивший Джереми Гельбвакса | Номинация            |           |
| 2007                            | TV Land Awards                 | Самые красивые брекеты                        | Сьюзан Дей           | Номинация |

## Медиа

### Новая семья Партриджей
В 2004 году телеканал VH1 запустил конкурсное реалити-шоу «В поисках новой семьи Партриджей» целью которого был поиск нового актёрского состава для перезапуска телесериала с новым актёрским составом, однако был выпущен лишь единственный эпизод «Новой семьи Партриджей».

## Галерея

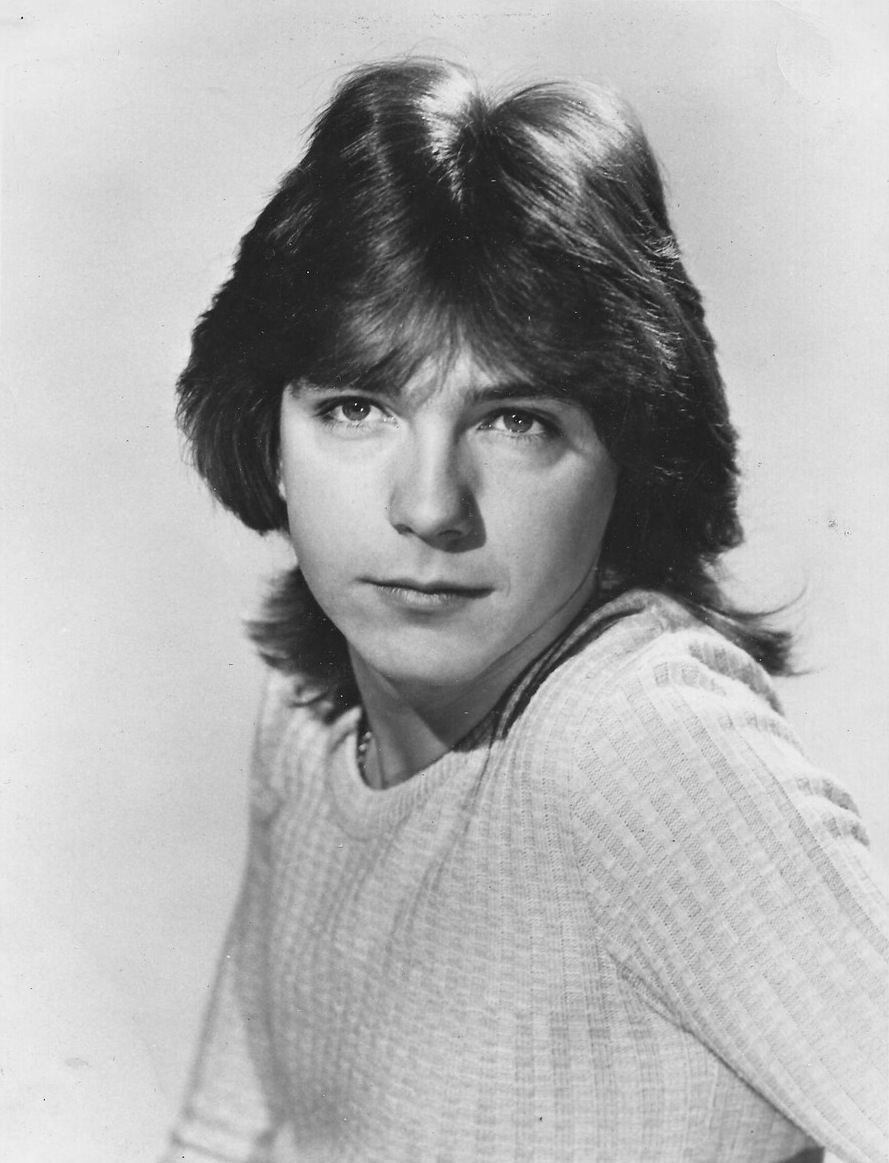
Дэвид Кэссиди, пресс-фото для сериала «Семья Партриджей». 1972 год.
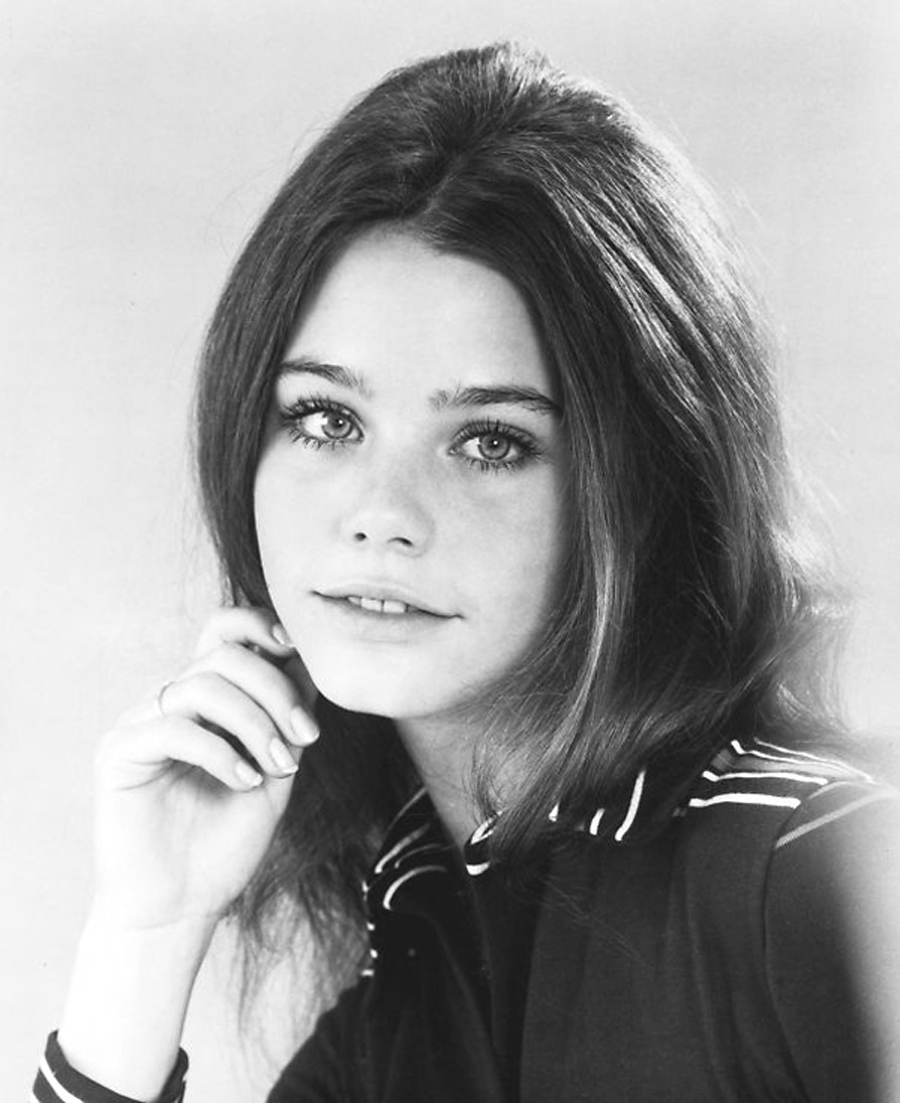
Сьюзан Дей, промофото для состоявшейся 25 сентября 1970 года премьеры сериала «Семья Партриджей». 1970 или 1971 год.
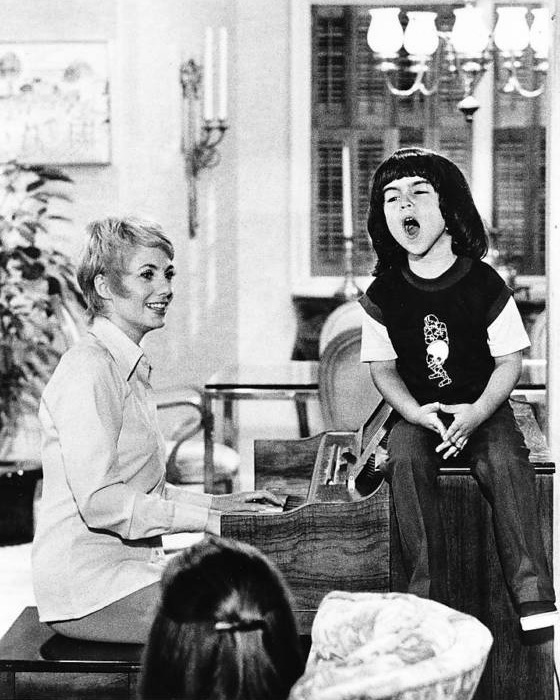
Ширли Джонс и Рики Сегалл. Промофото для 4-го сезона.
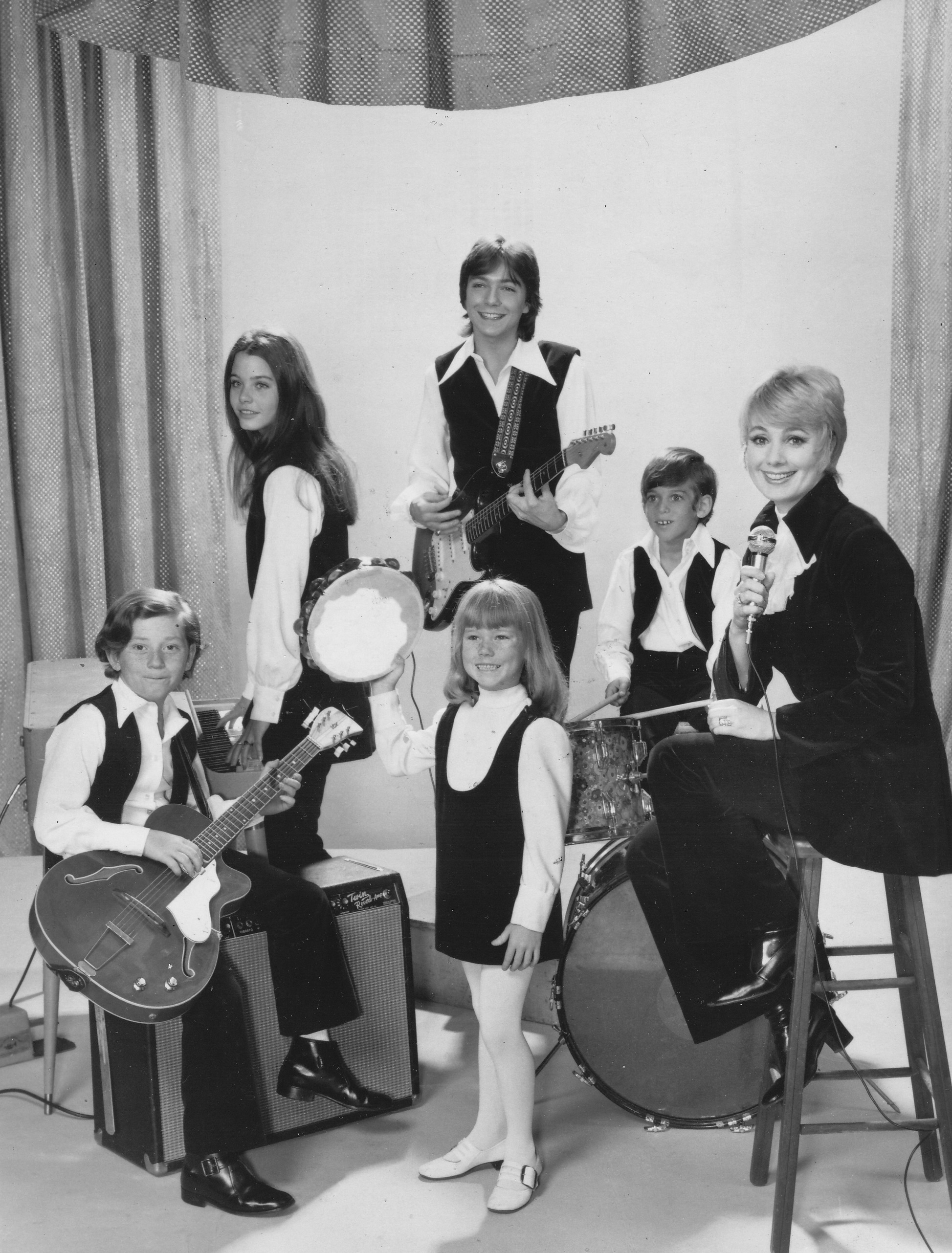
Групповое промофото для премьеры 1-го сезона.
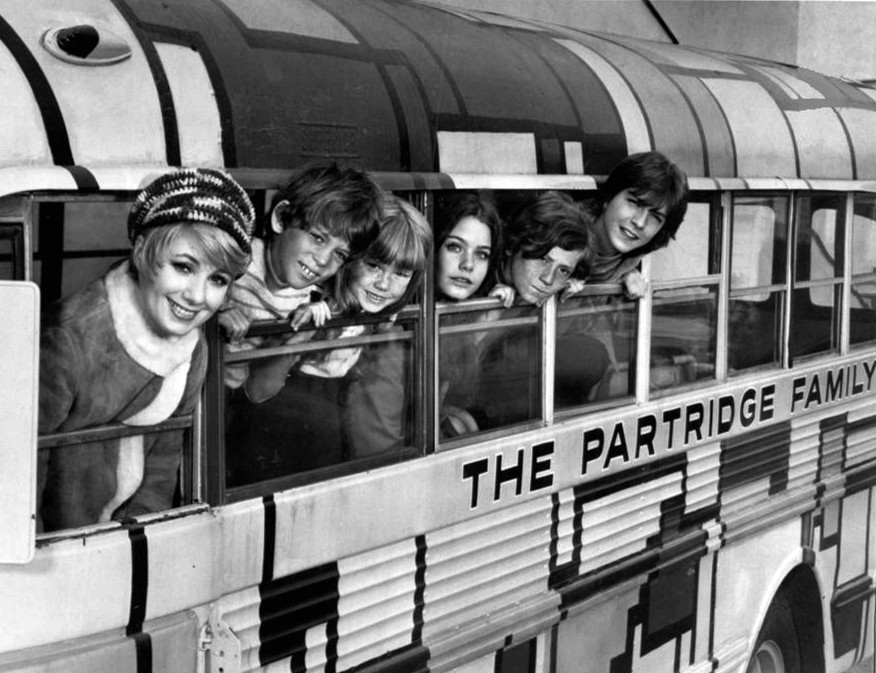
Групповое фото, 1-й сезон.
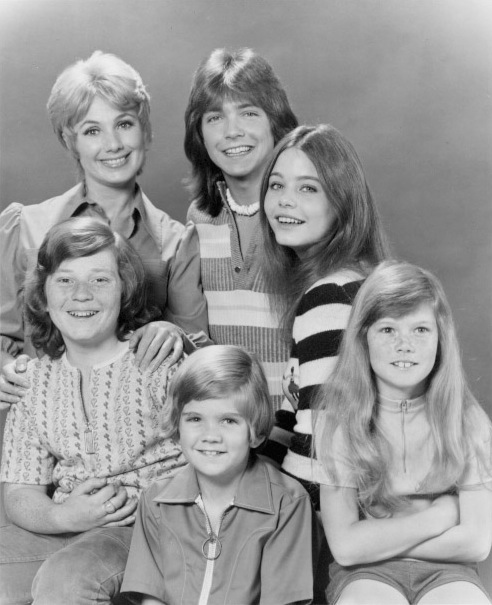
Групповое фото, 3-й сезон.